# Mykwa w Radomyślu Wielkim
Mykwa w Radomyślu Wielkim – nieistniejąca murowana mykwa w miejscowości Radomyśl Wielki. Był to budynek parterowy z poddaszem nakrytym dwuspadowym dachem. Znajdowała się przy ulicy Targowej. Na początku XXI w. została rozebrana.